# Nørrejyske Ø
Nørrejyske Ø, także Vendsyssel-Thy – wyspa w Danii stanowiąca w przeszłości północną część Półwyspu Jutlandzkiego. Obejmuje regiony Vendsyssel, Hanherrederne oraz Thy (bez miejscowości Thyborøn). W 1825 roku, na skutek powodzi, obszar ten został oddzielony od reszty półwyspu cieśniną Limfjorden. Z tego powodu uznany został za wyspę, stając się drugą pod względem wielkości wyspą kraju. Jego powierzchnia wynosi 4685 km², a 1 stycznia 2017 r. zamieszkiwało go 295 407 osób.  
Administracyjnie obszar Nørrejyske Ø należy do regionu Jutlandia Północna (duń. Nordjylland). Do najważniejszych miast tego regionu należą Hjørring, Brønderslev, Frederikshavn (miasto portowe z połączeniami promowymi do Szwecji i Norwegii), Hirtshals (połączenia promowe do Norwegii) oraz atrakcyjne turystycznie Løkken, Lønstrup i Skagen (gdzie znajduje się najbardziej wysunięty na północ punkt Danii). Miasta połączone są systemem kolei państwowych Danske Statsbaner i prywatnych Nordjyske Jernbaner.
Wzorowana na fladze Danii flaga regionu Vendsyssel ma kilka dodatkowych kolorów opisujących piękno natury. Kolor niebieski symbolizuje niebo i morze, zielony lasy i pola, a pomarańczowy plaże i słońce. Flaga została wprowadzona przez burmistrza miasta Hjørring w 1976 roku.

## Natura Nørrejyske Ø

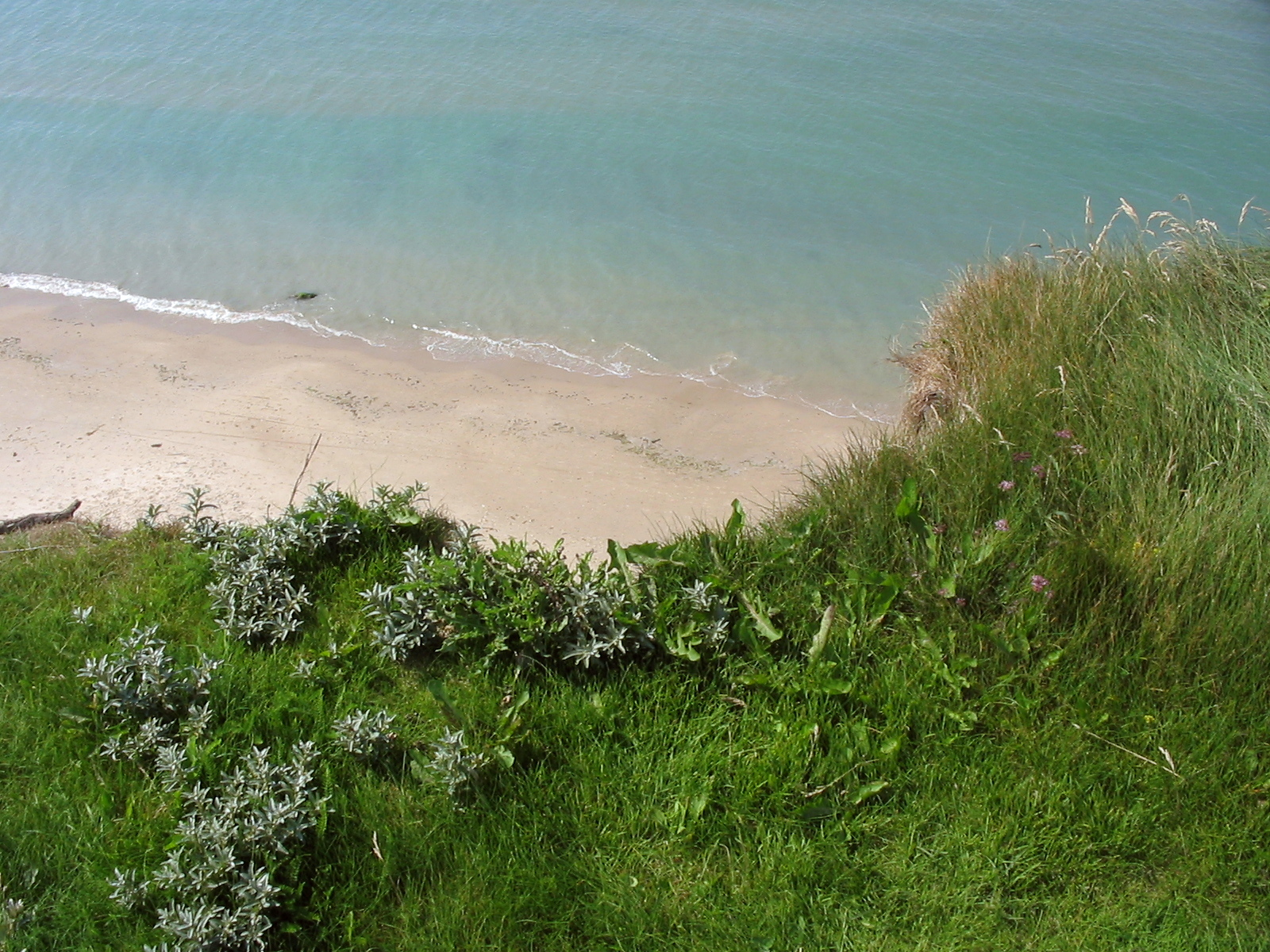
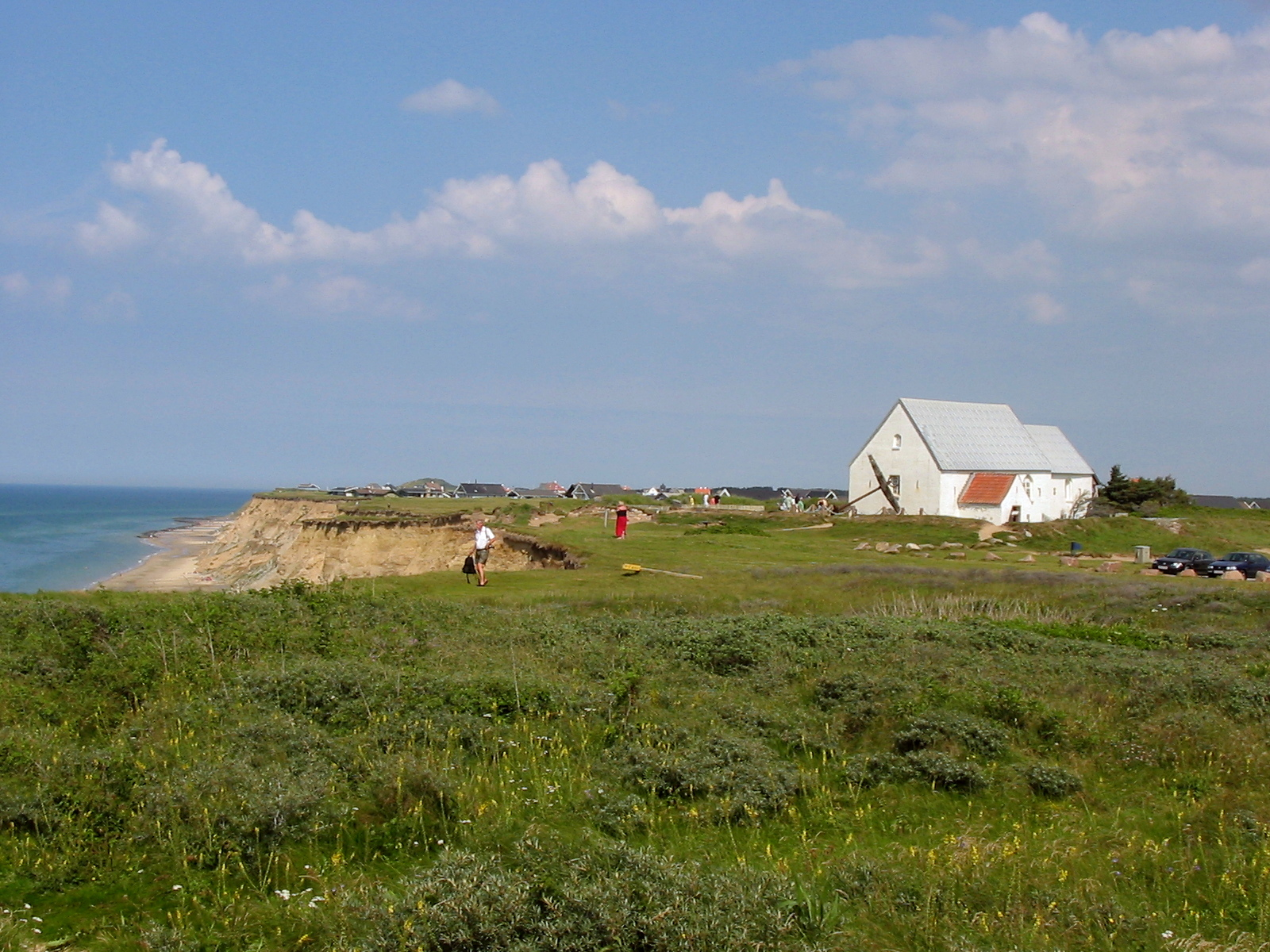
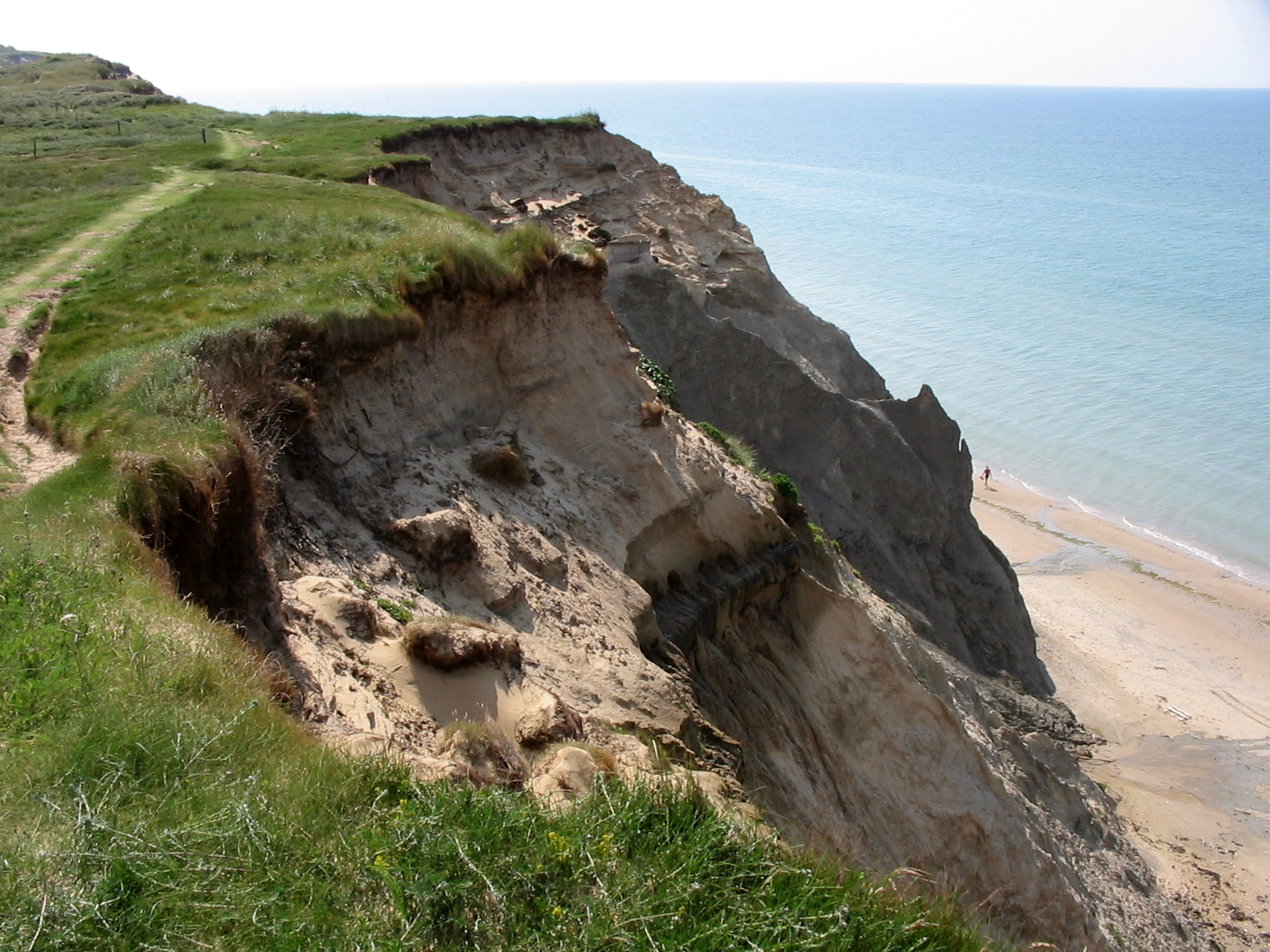
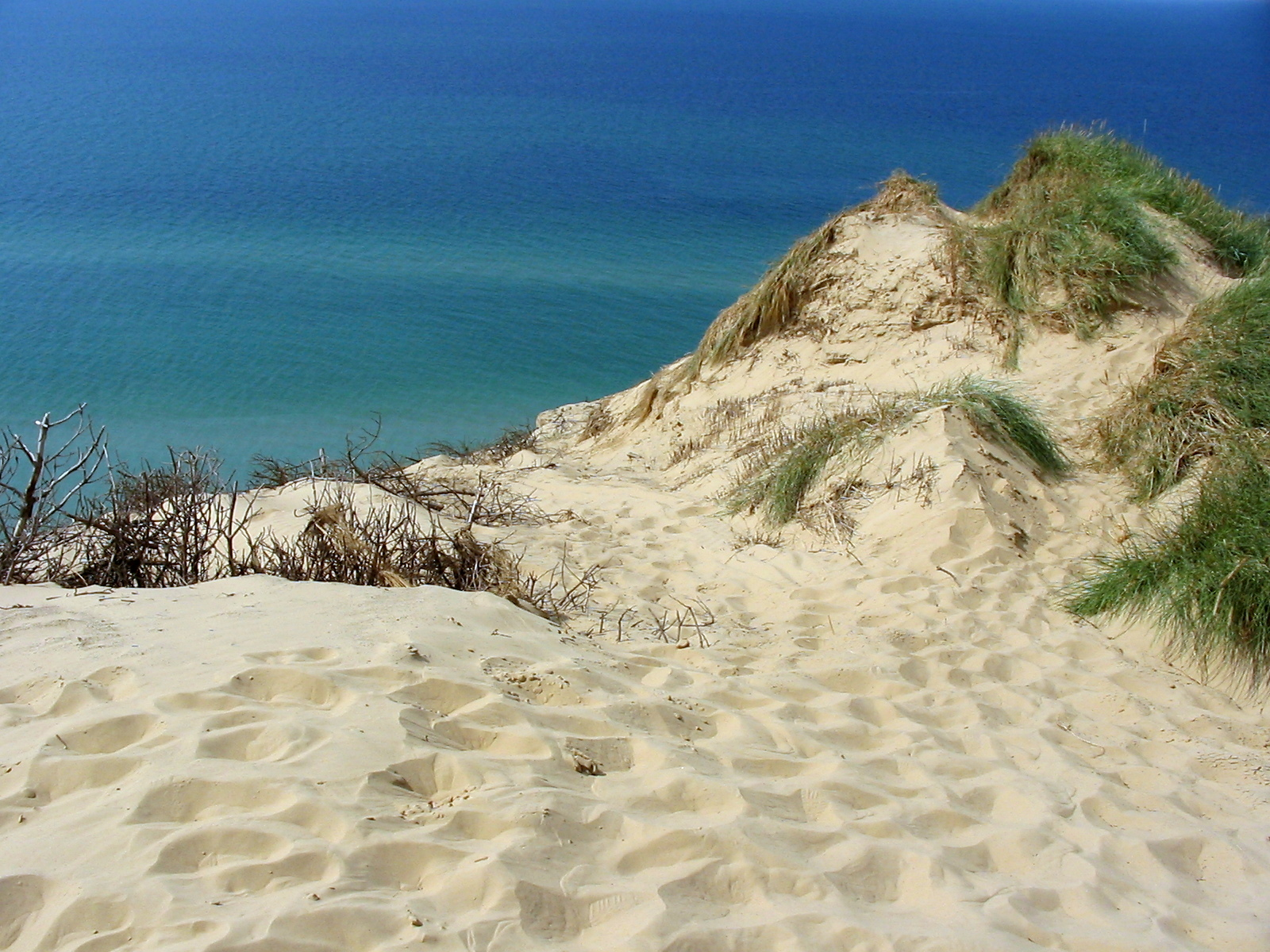
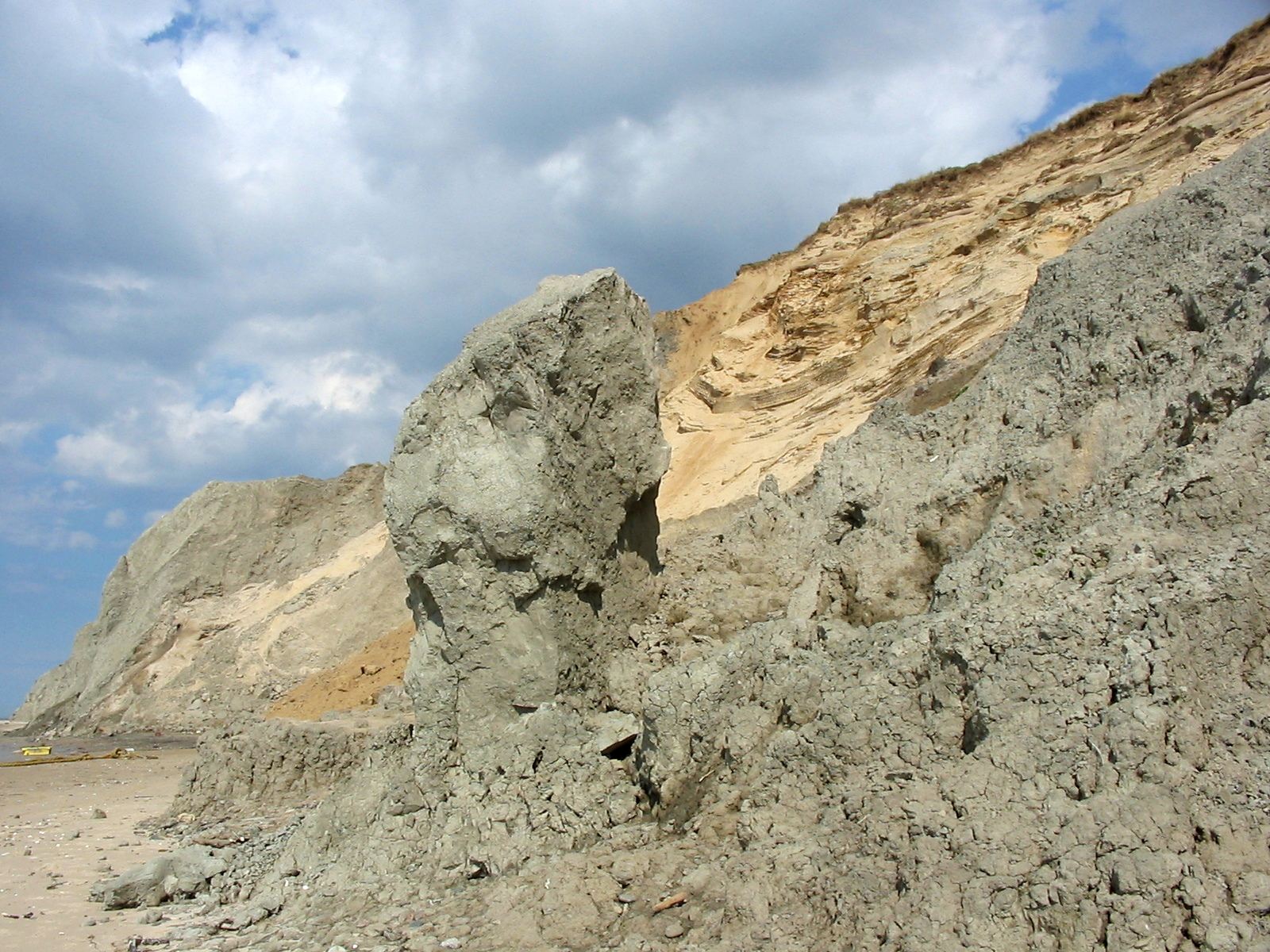